# Ocyptamus leucopodus
Ocyptamus leucopodus är en tvåvingeart som först beskrevs av Hull 1948.  Ocyptamus leucopodus ingår i släktet Ocyptamus och familjen blomflugor. Inga underarter finns listade i Catalogue of Life.